# Студенческое научное общество
Студенческое научное общество (научно-техническое общество, Центр научно-технического творчества), СНО — форма организации научного творчества молодёжи и научно-исследовательской работы студентов (НИРС), зародившаяся в Российской империи в конце XVIII века и получившая широкое распространение в Советском Союзе для подготовки и отбора научных и инженерных кадров, их вовлечения в разработку конкретных проектов уже в период обучения. В наши дни — «добровольное и открытое объединение студентов, занимающихся научно-исследовательской и инновационной деятельностью». Студенческие научные общества СССР курировали учёные советы учебных заведений и комсомол, в современной России они представляют собой форму студенческого самоуправления.
Современные исследователи в определении сущности СНО разделяют: 
- учебную деятельность студентов, включающую опыты и исследования при освоении дисциплин учебного плана,
- студенческие научные кружки, центры и лаборатории по интересам, чья работа выходит за рамки учебного плана, и
- деятельность общеуниверситетских студенческих научных обществ как платформ для объединения и взаимодействия студенческого научного актива университета[1].

Работа СНО направлена на вовлечение студентов в научно-исследовательскую и инновационную деятельность, популяризацию науки, установление и поддержку связей со СНО других вузов, научными институциями и предприятиями.

## Задачи СНО
Деятельность в СНО выполняет несколько задач:
1) овладение методическими и методологическими приемами исследования и проведение самостоятельной научной работы;
2) выбор темы исследования и вхождение, соотнесение себя с научным сообществом по этой теме, перенятие опыта, поиск научного руководителя;
3) обнародование, публикация, устный доклад результатов исследовательского труда на студенческой научной конференции или специализированном семинаре;
4) критика исследования научным сообществом.
СНО создавались как научные, культурно-просветительные организации, общества служили решению более широких социально-политических задач.

## Типология современных СНО
Современные исследователи выделяют два вида СНО: СНО «для себя» и СНО «для других».
Студенческое научное общество, условно существующее «для себя», исходит из предпосылки о том, что наука интересна не всем студентам. Привлекать в СНО необходимо только тех из них, которые сами готовы работать. СНО воспринимается в такой традиции целеполагания в качестве сообщества по интересам, не претендуя на какую-либо просветительскую функцию. Как правило, ориентированные «на себя» СНО сфокусированы на научной деятельности, что не обязательно должно выражаться в написании статей или оформлении заявок на научные гранты. Это может быть и совместным изучением дополнительного материала и актуальной «взрослой» научной повесткой по интересующему направлению мысли.
СНО, условно существующее «для других», исходит из необходимости популяризации научного знания и академического трека личностного роста в молодежной среде. Оно нацелено на проведение значительного количества мероприятий с большим охватом участников. Это определяет его потребность в постоянной кадровой подпитке и делает СНО более массовым. Популярность СНО и его информационных ресурсов становится в данной модели осязаемым ресурсом. Такие сообщества склонны участвовать в ненаучных грантовых конкурсах, наподобие тех, что проводит Федеральное агентство по делам молодежи, где устанавливаются вполне жесткие требования по численности аудитории. Для некоторых СНО роль Росмолодежи вполне заменяет администрация университета, которая имеет схожие показатели отчетности по линии управления в рамках работы с молодыми людьми. В любом случае это материально детерминирует стремление СНО расширять свою кадровую и информационную базу для проведения все более масштабных и качественных мероприятий.

## Предыстория: Российская империя
Первые студенческие общества начали создаваться в Российской империи еще XVIII веке. В 1781 г. под покровительством одного из первых ректоров Московского университета М. М. Хераскова было создано первое студенческое научно-просветительское общество «Собрание Российских питомцев».
Историю СНО отразил С. П. Мельгунов в работе «Из истории студенческих обществ в русских университетах» (Москва, 1904). Он отметил, что «восьмидесятые годы [XIX в.] и последующее время являются периодом господства негласных форм студенческих организаций», что «все эти студенческие союзы, создавшиеся для удовлетворения столь существенной потребности студенческой среды в корпоративной жизни, выработали себе определенные традиции, которые передавались от одного университетского поколения к другому, тем самым, поддерживая в студенчестве корпоративный дух и способствуя развитию существующих корпоративных учреждений».
В становлении и развитии студенческого самоуправления в вузах Российской империи выделяют три этапа:
1. зарождение отдельных студенческих организаций (1755—1863 гг.);
2. закрытие легальных организаций и преобразование их в нелегальные (1863—1882 гг.);
3. совершенствование студенческого самоуправления, становление системы самоуправления (1882—1917 гг.).

А. А. Сабуров как глава Министерства народного просвещения стремился провести решение о даровании студентам права учреждать свои организации. С его деятельностью связана история Студенческого Научно-литературного общества при Петербургском университете (1882—1887), созданного под руководством профессора О. Ф. Миллера. Оно заложило традиции, ставшие основой студенческой науки в этом университете.
После студенческих волнений 1899 г. правительство легализовало учреждение студенческих кружков в университетах. Они, с одной стороны, отстаивали корпоративные права студентов, а с другой, развивали тему «научного профессионализма», который наряду с профессионализмом экономическим стал одним из ведущих направлений деятельности студенческих корпораций после Первой Русской революции.
В крупнейшем в империи Санкт-Петербургском университете на рубеже XIX—XX вв было 88 СНО. Совет этого университета принят «Примерный устав студенческих научных и литературных кружков», который определял добровольность участия студентов в работе общества. Некоторые из СНО Петербургского университета регулярно издавали труды: Математическое общество, Студенческое научно-литературное, Общество политической экономии, Общество уголовного права, студенческие научные кружки физико-математического факультета.
Московский университет в июне 1900 г. инициировал проведение первого общероссийского съезда студенческих организаций учебных заведений.
Первым научно-техническим студенческим обществом стал созданный в 1909 г. под руководством профессора Московского высшего технического училища Н. Е. Жуковского воздухоплавательный кружок, в котором занимались А. Н. Туполев, А. А. Архангельский, Б. С. Стечкин, В. Я. Климов, Б. Н. Юрьев и другие будущие советские конструкторы и инженеры.

## Развитие НИРС в советском проекте
Созданное в результате Великой Октябрьской социалистической революции советское государство считало одной из важнейших задач организацию системы научных исследований и подготовки научных кадров. Поэтому уже в 1919 г. коллегия отдела высших учебных заведений Наркомпроса РСФСР приняла постановление о предоставлении отсрочки от призыва в Красную Армию студентам, занимающимся научно-исследовательской работой общественно необходимого значения.
Первая система НИРС была предложена в 1919 г. в Московском городском народном университете имени А. Л. Шанявского и включала: работы теоретического характера, завершавшиеся написанием реферата; экспериментальные работы, имевшие практическую ценность; выступления с докладами и сообщениями на заседаниях научных кружков; участие в научных дискуссиях; чтение научно-популярных лекций просветительского характера.

### НИРС в 1920-е годы
В 1920-е годы началась реформа высшей школы, нацеленная на активные методы, широкое привлечение студентов к самостоятельной учебной и научно-исследовательской работе, а одним из ведущих методов обучения стал лабораторно-исследовательский метод (семинарские и лабораторные занятия, а производственная практика в НИИ, лабораториях, заводских исследовательских лабораториях, опытных станциях, научных экспедициях). Это развивало умения и навыки наблюдать, исследовать, анализировать, обобщать факты и явления, связывая их с практически важными научными проблемами.
Помимо учебного процесса, исследовательские методы стали практиковаться во внеучебной НИРС: научных и научно-технических кружках. В сотрудничестве таких кружков разных учебных заведений с целью обмена опытом проводились студенческие научно-технические выставки.
Для подготовки кадров для индустриализации страны стали организовываться научно-исследовательские курсы как для инженерно-технических работников, так и для организаторов производства. В 1926 г. Центральная комиссия по подготовке научных работников, организованная при Научно-техническом управлении Высшего Совета народного хозяйства (НТУ ВСНХ), приняла «Положение о практикантах и стажерах», которое прописало организацию научно-исследовательской работы стажеров в институтах НТУ ВСНХ и студентов-практикантов в заводских лабораториях. Тогда же из среды рабоче-крестьянского студенчества стали выдвигать в аспирантуру, на научно-педагогическую или научную работу наиболее подготовленных студентов-ассистентов («выдвиженцы»).

### Совершенствование правовой базы НИРС
В 1936 г. принято постановление Совета Народных Комиссаров СССР и ЦК ВКП (б) «О научно-исследовательской работе в высших учебных заведениях», поручившее организовать научно-исследовательскую работу студентов на кафедрах вузов.
В 1956 г. постановление Совета Министров СССР «О мерах улучшения научно-исследовательской работы в высших учебных заведениях» предоставило вузам право предусматривать индивидуальные графики выполнения учебного плана студентам, занятым самостоятельными научно-исследовательскими и опытно-конструкторскими работами в рамках срока обучения.
С 1958 г. для стимулирования научно-исследовательской деятельности студентов государство стало проводить всесоюзные конкурсы, идея которых появилась еще в 1930-е годы в Московском, Ленинградском университетах, МВТУ имени Н. Э. Баумана). Всесоюзный конкурс проводился в несколько туров: вузовский, городской, республиканский и всесоюзный.
В 1963 г. постановление ЦК КПСС и Совета Министров СССР «О мерах по дальнейшему развитию высшего и среднего образования, улучшению подготовки и использования специалистов» регламентировало предельную загрузку студентов, выдвигая в качестве приоритета усиление их самостоятельной работы и активное участие в НИРС.
В 1965 г. Министерство высшего и среднего специального образования СССР утвердило «Типовое положение о проблемной научно-исследовательской лаборатории высшего учебного заведения», установившее порядок проведения научной работы студентов в составе НИЛ, выполнения курсовых, дипломных работ, проектов и других исследовательских работ.
В 1968 г. Министерство высшего и среднего специального образования СССР утвердило «Типовое положение о студенческих конструкторских, исследовательских, проектных, технологических и экономических бюро высших учебных заведений» (СКБ), призванных развивать научно-исследовательскую и проектно-конструкторскую работу студентов. Этот документ не только определил структуру СКБ, но также оплату труда студентов в таких конструкторских бюро.
В 1974 г. Министерство высшего и среднего специального образования СССР утвердило «Положение о научно-исследовательской работе студентов высших учебных заведений», которое обязывало вузы разрабатывать конкретные комплексные планы организации НИРС.
С 1979 г. научно-исследовательскую работу вузов регламентировал «Примерный типовой комплексный план организации научно-исследовательской работы студентов на весь период обучения», в котором давался перечень примерных мероприятий по основным разделам организации НИРС с указанием рекомендуемых сроков и ответственных лиц за их выполнение. В развитие этого решения в 1981 году коллегия Министерства высшего и среднего специального образования СССР рекомендовала широко распространять лучшие практики организации НИРС.

### Массовые НИРС и СНО
К концу 1960-х гг. СНО и СКБ были созданы во всех вузах СССР. Методическую работу и координацию научно-исследовательской работы студентов вёл Всесоюзный совет по научной работе студентов.

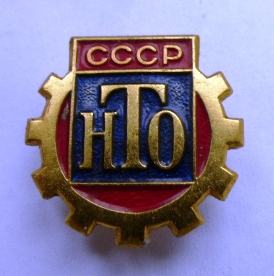
Значок «Научно-техническое общество СССР», 1970-е годы

В 1973/1974 учебном году впервые была проведена Всесоюзная олимпиада «Студент и научно-технический прогресс», в которой участвовало около 900 тыс. студентов из 742 вузов. Это стало возможно благодаря созданной впервые в мире общевузовской многоуровневой системе предметных студенческих олимпиад. Они должны были повысить интерес студентов к изучению определённых дисциплин, научных направлений, развить навыки самостоятельной научно-исследовательской работы. Помимо предметных олимпиад, Всесоюзная олимпиада предусматривала конкурсы по специальности, смотры-конкурсы курсовых и дипломных проектов и смотры-конкурсы результатов производственных практик.
Прогрессивной формой организации НИРС в 1970-80-е гг. стал студенческий научный центр (СНЦ) — учебно-научно-производственное объединение лабораторий и конструкторских бюро. Примером для других вузов стал СНЦ Тюменского индустриального института, в 1979 г. удостоенный премии Ленинского комсомола за решение конкретных проблем нефтегазовой отрасли и предприятий, поиск новых научно-технических и организационных решений применительно к конкретным производственно-техническим условиям.
Всесоюзную известность получило также СКБ Рижского Краснознамённого института инженеров гражданской авиации, где был построен первый летающий студенческий гидросамолёт. Летающая лодка «РКИИГА-74» получила название «Эксперимент» и летом 1976 года представляла Латвию на Всесоюзной выставке научно-технического творчества молодежи, действовавшей на ВДНХ. Министерство высшего и среднего специального образования СССР наградило участников постройки летающей лодки Ю. Прибыльского, В. Ягнюка, А. Швейгерта, О. Барышева и В. Пикалова золотыми медалями и дипломом «За лучшую студенческую научную работу».
В 1987 г. был образован Всесоюзный координационный совет по научно-техническому творчеству молодежи. Некоторые вузы по примеру лауреата премии Ленинского комсомола СНИИ Уфимского нефтяного института начали создавать студенческие научно-исследовательские институты, объединяющие учебный процесс и научные исследования по госбюджетной и хоздоговорной тематике.
В СКБ, СНИИ, СНЦ студенты включались в научно-исследовательскую работу на всех этапах — от планирования НИР и ОКР и проведения лабораторных испытаний до создания опытных образцов и внедрения результатов в производство.